# Archepsychops triassicus
Archepsychops triassicus là một loài côn trùng thuộc bộ Neuroptera. Loài này được Tillyard miêu tả năm 1919.